# 女狐 (ストックキャラクター)

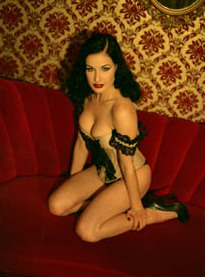
ディタ・フォン・ティース（著名なバーレスク・パフォーマー）

女狐（めぎつね、vixen、ヴィクセン）は、通常、ミステリアスな雰囲気を醸し出し、挑発的かつ淫らで、魅惑的な女性のステレオタイプである。この言葉は、主に文学や芸術の領域における（人物像の）原型やストックキャラクターとして使用される。
「女狐」とされる女性は、一般的に艶やかな黒髪で化粧や、その色気でもって、（男性相手が多いが、女性も含めて）人を誘惑する登場人物と定義される傾向にある。

## 作品
- 『スーパー・ヴィクセン（英語版）』
- 『女豹ビクセン』
- 『ウルトラ・ヴィクセン（英語版）』